# St. Georg (Georgenried)

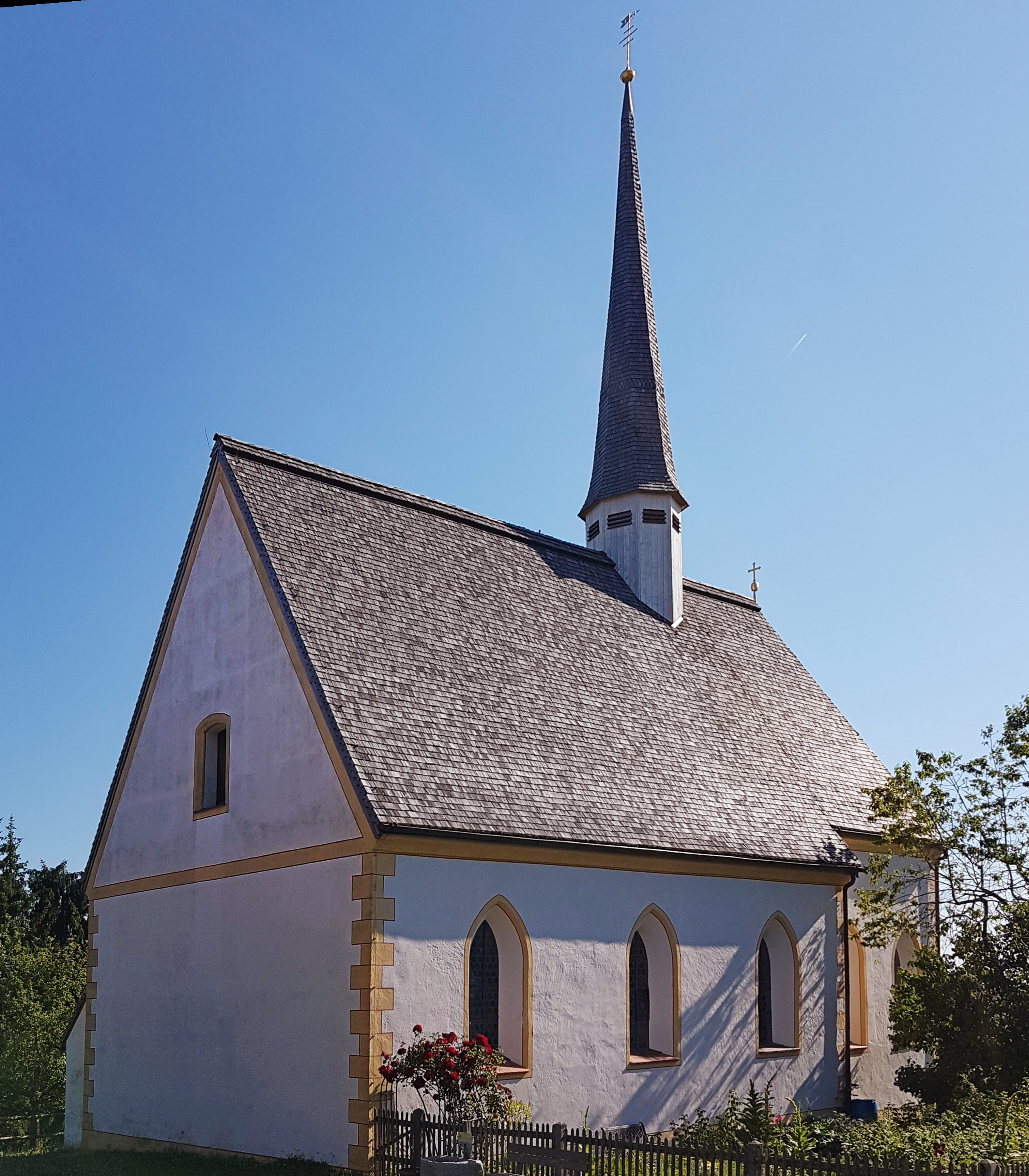
St. Georg (Georgenried)

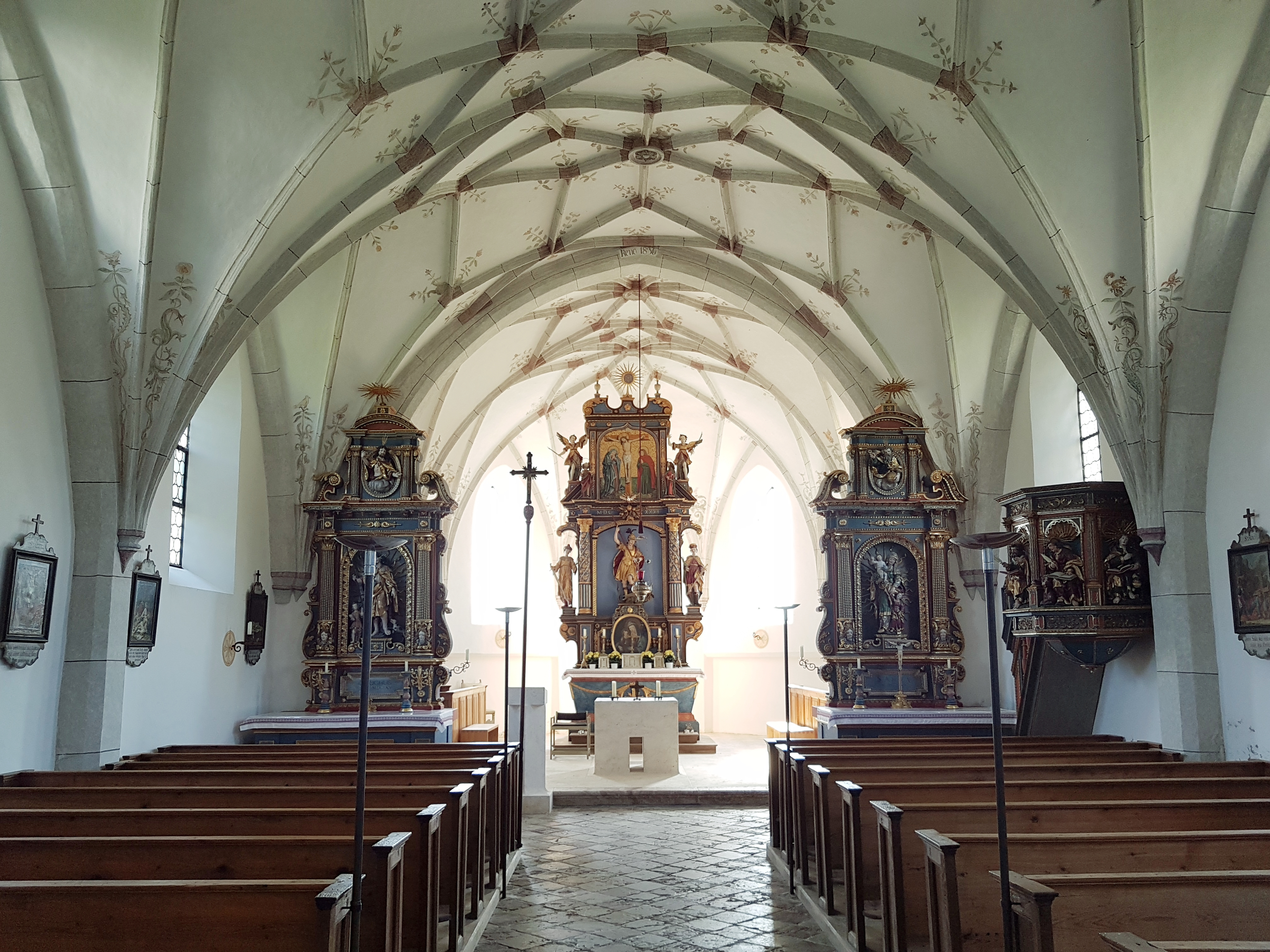
Innenansicht

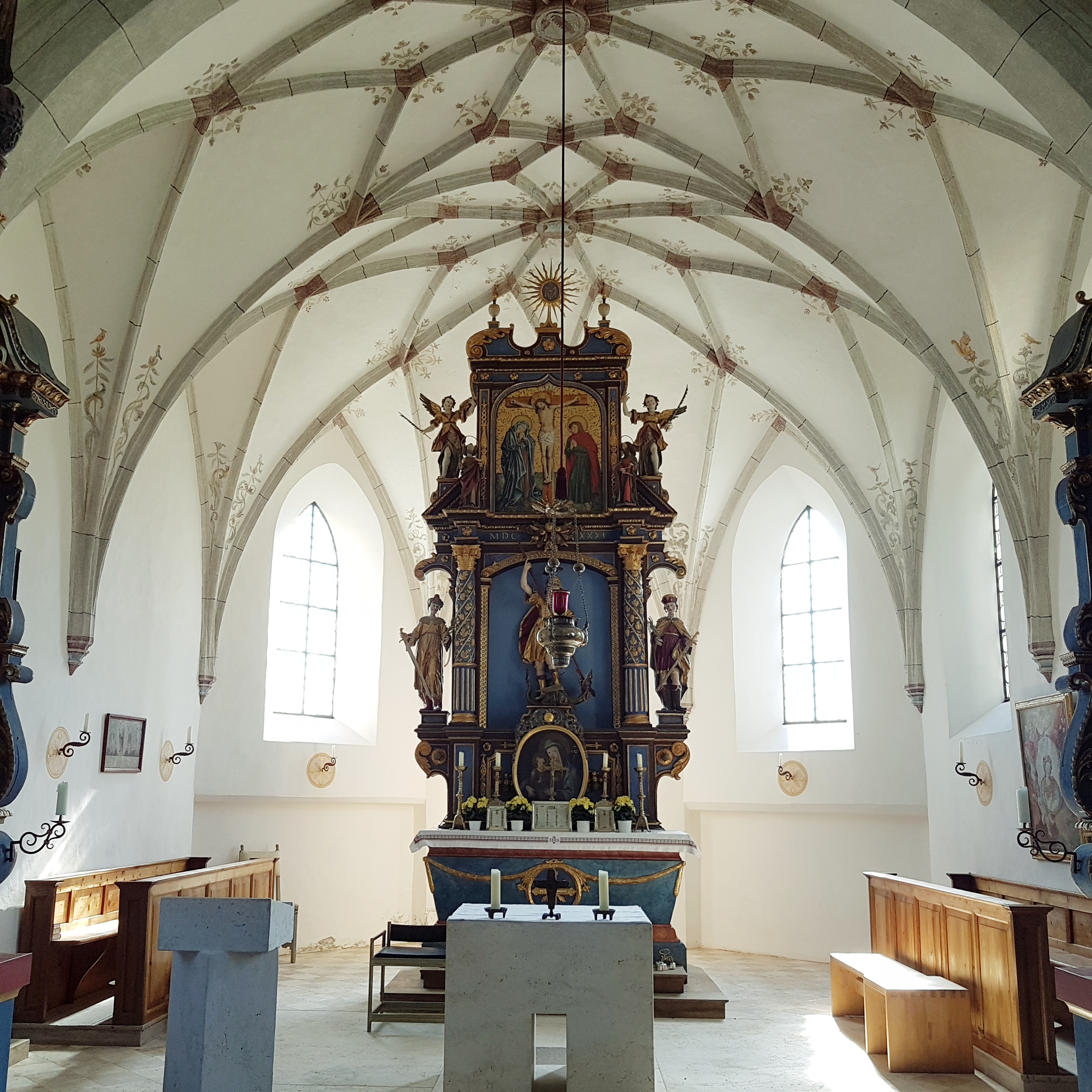
Chor

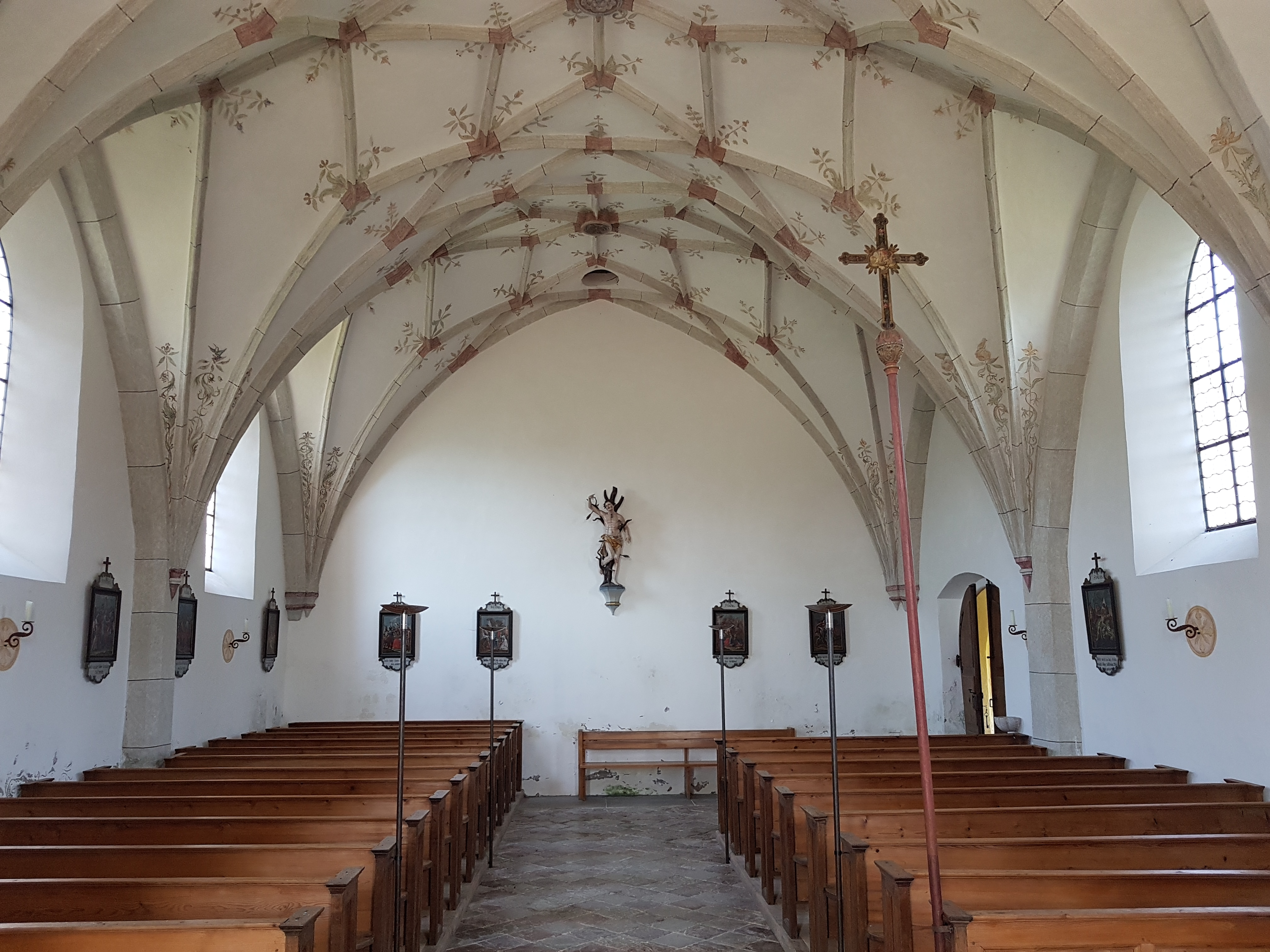
Innenansicht nach Westen

Die römisch-katholische Filialkirche St. Georg ist eine spätgotische Saalkirche im Ortsteil Georgenried von Waakirchen im oberbayerischen Landkreis Miesbach. Sie gehört zum Pfarrverbund Gmund-Bad Wiessee im Erzbistum München und Freising.

## Geschichte und Architektur
Der ursprüngliche Name Schimmelkapelle verweist auf heidnische Ursprünge, vermutlich ein Wotanheiligtum am Ort, das christlich umgedeutet wurde.
Eine archäologische Untersuchung ergab, dass vier Kirchenbauwerke an dieser Stelle nachweisbar sind, unter anderem eine Kirche aus der Zeit um 1300, in welcher ältere Bauteile einer ersten Kirche aus der Zeit um 1000 wieder verwendet wurden.
Die heutige Kirche ist ein Tuffsteinbau aus den Jahren 1525–1528, die an Stelle der von Georg von Waldeck gestifteten Votivkirche (dem dritten Bauwerk) nach einem Gelübde von 1444 erbaut wurde. Ein Wappenschlussstein verweist auf das Kloster Tegernsee als Bauherr. Das Bauwerk wurde ab 1631 barockisiert und 1958 renoviert. Seit einer erneuten Renovierung von 2008 wird die Kirche für verschiedene Anlässe wie Bittgänge, Hochzeiten und Andachten genutzt.
Das Bauwerk ist eine ungewöhnlich breit proportionierte Saalkirche zu drei Jochen mit wenig eingezogenem, dreiseitig schließendem Chor und einem Dachreiter mit hohem Spitzhelm. Es wird durch eine profilierte Spitzbogenpforte erschlossen, die mit im Scheitel überkreuzter Hohlkehle und Rundstab profiliert ist. Das Innere ist durch das reiche Netzgewölbe geprägt, das im Chor auf Konsolen, im Langhaus über Wandpfeilern mit Kragsteinen ruht. Die Gewölbemalereien aus dem Jahr 1528 wurden 1958 freigelegt und zeigen Blatt- und Blütenwerk mit Symboltieren.

## Ausstattung
Der Hochaltar aus dem Jahr 1631 zeigt im Mittelfeld Standfiguren der Heiligen Georg und Sebastian sowie seitlich die Wetterheiligen Johannes und Paulus. Im Altarauszug wurde ein spätgotisches Tafelbild mit der Kreuzigung wiederverwendet, das von spätgotischen Figuren der Heiligen Petrus und Paulus flankiert wird. 
An der Nordwand des Chores ist ein Bild der heiligen Kümmernis sowie eine triptychonartige Tafel mit Darstellungen der Heiligen Familie, der Heiligen Georg und Florian, beide aus der Zeit um 1600, angebracht.
Zwei Seitenaltäre mit reichem Knorpelwerk zeigen links die Figur des heiligen Rochus, rechts der heiligen Anna selbdritt und in den Auszügen Gottvater und Christus als Erlöser. Gleichzeitig wurde die Kanzel mit den Statuetten der Evangelisten angefertigt.